# Temor a Deus

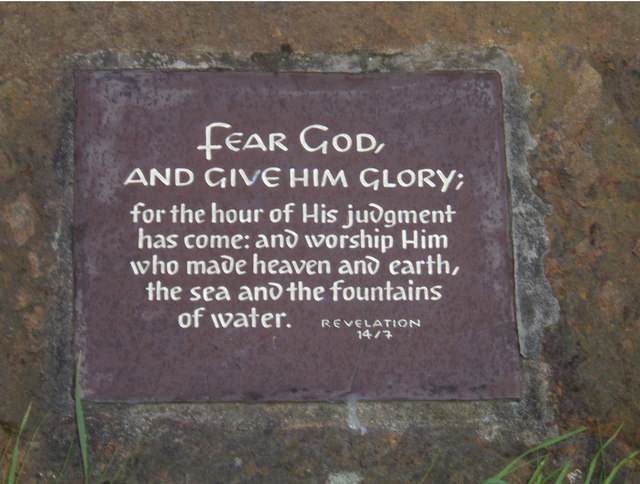
Texto religioso em uma placa de metal. "Tema deus, e dê-lo glória".

Temor a Deus refere-se ao medo ou um sentimento de respeito, reverência e submissão a uma divindade. Pessoas adeptas a religiões monoteístas podem temer julgamento divino, o inferno ou a onipotência de Deus.

## No cristianismo
De acordo com o Papa Francisco, "o temor ao Senhor, enquanto dom do Espírito Santo, não significa ter medo de Deus, pois sabemos que Deus é nosso Pai, que sempre nos ama e nos perdoa,...[Temor a Deus] não é medo servil, mas uma alegre consciência da grandeza de Deus e uma grata constatação de que somente nele nossos corações encontram a verdadeira paz."
A partir de uma perspectiva teológica "temor do Senhor" abrange mais do que um simples medo. Robert B. Strimple diz, "há a convergência de reverência, adoração, honra, confiança, gratidão, amor, e, sim, medo."
Também pode significar medo do julgamento de Deus. O temor a Deus é sentido porque entendemos a "expectativa temerosa do julgamento".  Ainda assim, isso não é um medo que leva ao desespero, mas deve ser acompanhado de confiança e, o mais importante, de amor.  Nos Salmos 130: 3-4 , é dito: "Se você, ó Senhor, guardou o registro dos pecados, ó Senhor, quem poderia subsistir? Mas com você há perdão; portanto, você é temido".
No Novo Testamento, este medo é descrito usando a palavra grega φόβος (fobos, "medo / horror"), exceto em 1 Timóteo 2:10, onde Paulo descreve γυναιξὶν ἐπαγγελλομέναις θεοσέβειαν (gynaixin epangellomenais theosebeian), "mulheres que professam o temor a Deus", usando a palavra θεοσέβεια (theosebeia), em vez de fobos.

## No islamismo
Taqwa é um termo islâmico que significa ser consciente e cognoscente de Deus, da verdade, da realidade racional.  É freqüentemente encontrado no Alcorão. Al-Muttaqin ( em árabe: لِّلْمُتَّقِينَ Al-Muttaqin ) refere-se àqueles que praticam taqwa, ou nas palavras de Ibn Abbas - "crentes que evitam Shirk com Allah e que trabalham em Sua obediência".

## No judaísmo
A primeira menção do temor a Deus na Bíblia hebraica está em Gênesis 22:12, onde Abraão é elogiado por confiar em Deus. Provérbios 9:10 diz que "o temor do Senhor" é "o princípio da sabedoria".
As palavras hebraicas יִרְאַ֣ת ( yir'aṯ ) e יִרְאַ֣ת ( p̄aḥaḏ ) Predefinição:Huh são mais comumente usados para descrever o temor a Deus / El / Yahweh.